# Ionizare
Ionizarea este procesul prin care atomii câștigă sau pierd electroni. Pot apărea două cazuri: atomii pot pierde electroni sau electronii sunt capturați de câmpul nucleelor atomilor rezultând ionii pozitivi (cationi) și, respectiv, negativi (anioni). Cantitativ, ionizarea se descrie prin mărimile energie de ionizare sau afinitate pentru electroni.